# Headless Cross
Headless Cross je čtrnáctým studiovým albem britské metalové skupiny Black Sabbath, produkované Tonym Iommim a Cozy Powellem, které vyšlo 17. dubna 1989 ve vydavatelství I.R.S. Records.
Jedná se o druhou desku na kterém zpívá Tony Martin a první na kterém hraje Cozy Powell.
Na Headless Cross se skupina vrátila k okultním textům o ďáblovi a hudba má melodicky temnější nádech, kterým připomíná album Black Sabbath. Většinu materiálu napsali společně Iommi a Powell, také si album produkovali sami. Iommi a Geoff Nicholls původně zamýšleli přivést Ronnieho Jamese Dia zpět nebo znovu oslovit Davida Coverdalea, aby se připojil ke skupině, ale Powell ho přesvědčil, aby Martina nechal v kapele. Geezer Butler měl zájem se připojit zpět ke skupině, ale nakonec dal přednost kapele Ozzyho Osbournea. O baskytaru se postaral Laurence Cottle, který spíš působil jako host na albu než člen skupiny i když se objevil ve videoklipu 'Headless Cross'. Jeho místo obsadil basista Neil Murray (ex-Whitesnake), který se stal oficiálním členem kapely.
Ve skladbě „When Death Calls“ má kytarové sólo Brian May, kytarista Queen.
Album bylo označeno kritikou a fanoušky jako nejlepší album Sabbath za poslední roky. Ve Velké Británii se velmi dobře prodávalo a také turné po Evropě se vydařilo, zatímco v USA byly prodeje nižší. Listopad a prosinec 1989 skupina plánovala koncerty za železnou oponou. Listopadové koncerty v SSSR se povedly 13 koncertů v Moskvě a 12 v Petrohradě. Prosincové koncerty v NDR, ČSSR a PLR se neuskutečnili kvůli politickým převratům.

## Seznam skladeb
Autory skladeb jsou členové Black Sabbath, pokud není uvedeno jinak.
| Pořadí | Název                              | Autor                                | Délka |
| ------ | ---------------------------------- | ------------------------------------ | ----- |
| 1.     | The Gates of Hell (instrumentální) |                                      | 1:06  |
| 2.     | Headless Cross                     | Tony Martin, Tony Iommi, Cozy Powell | 6:29  |
| 3.     | Devil & Daughter                   | Martin, Iommi, Powell                | 4:44  |
| 4.     | When Death Calls                   |                                      | 6:55  |
| 5.     | Kill in the Spirit World           |                                      | 5:11  |
| 6.     | Call of the Wild                   |                                      | 5:18  |
| 7.     | Black Moon                         |                                      | 4:06  |
| 8.     | Nightwing                          |                                      | 6:35  |

### Bonusy
1. "Cloak & Dagger" (picture disc only) - 4:37

## Sestava
- Tony Martin – zpěv
- Tony Iommi – kytara
- Cozy Powell – bicí
- Geoff Nicholls – klávesy

#### Hosté:
- Laurence Cottle – baskytara
- Brian May – sólo ve skladbě "When Death Calls"